# هیروتو گویا
هیروتو گویا (انگلیسی: Hiroto Goya؛ زادهٔ ۲ ژانویهٔ ۱۹۹۴) بازیکن فوتبال اهل ژاپن است.
از باشگاه‌هایی که در آن بازی کرده‌است می‌توان به باشگاه فوتبال گامبا اوساکا اشاره کرد.